# Hinton-in-the-Hedges
Hinton-in-the-Hedges – wieś w Anglii, w hrabstwie Northamptonshire, w dystrykcie (unitary authority) West Northamptonshire. Leży 31 km na południowy zachód od miasta Northampton i 93 km na północny zachód od Londynu. Miejscowość liczy 179 mieszkańców.